# 艾昂代爾 (喬治亞州)
艾昂代爾（英語：Irondale）是位於美國喬治亞州克萊頓縣的一個人口普查指定地區。

## 地理
艾昂代爾的座標為33°28′32″N 84°21′37″W / 33.47556°N 84.36028°W，而該地最高點為海拔高度255米（即837英尺）。

## 人口
根據2010年美國人口普查的數據，艾昂代爾的面積為8.30平方千米，當中陸地面積為8.20平方千米，而水域面積為0.10平方千米。當地共有人口7446人，而人口密度為每平方千米897人。